# Charlotte von Tiefensee

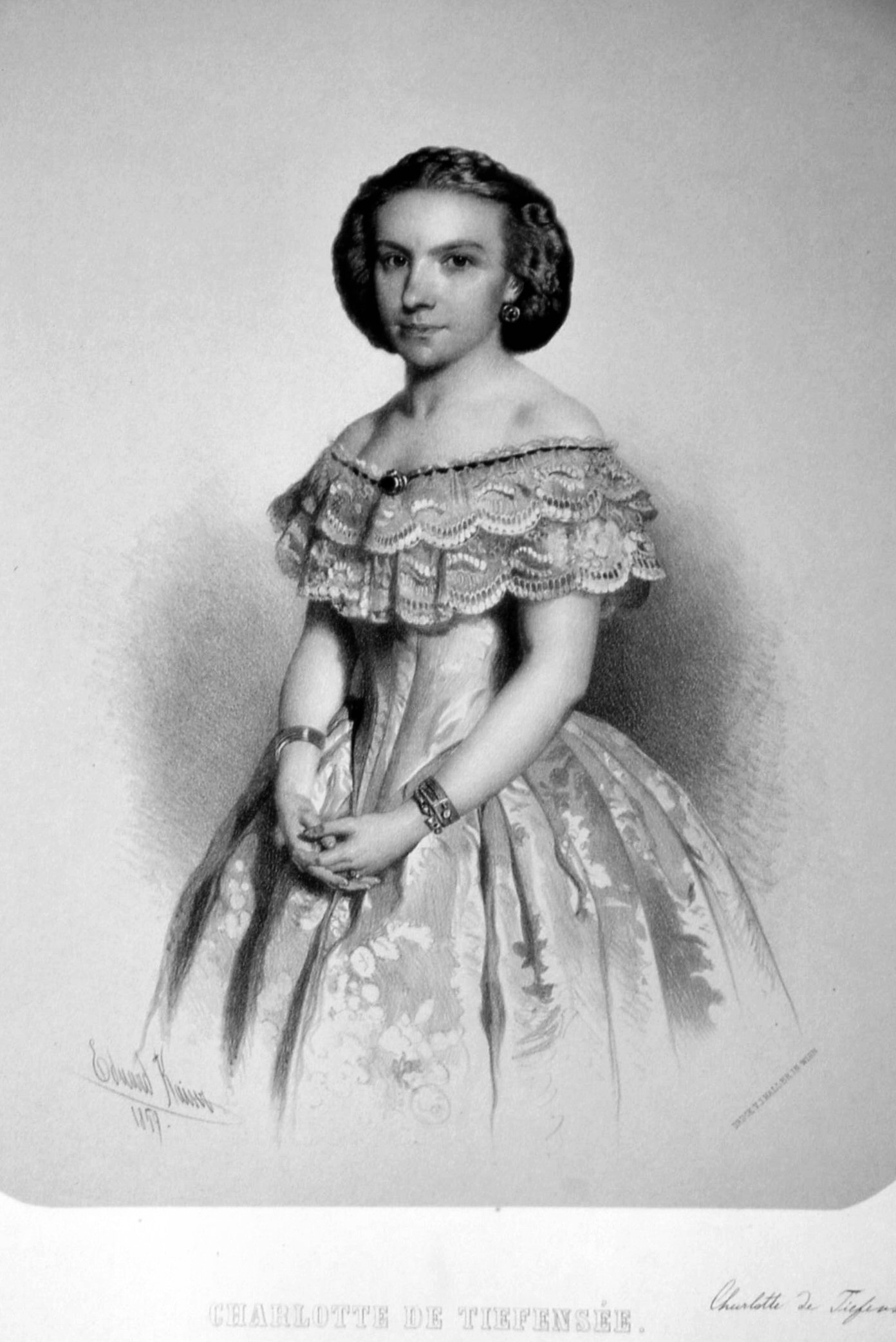
Charlotte von Tiefensee, Lithographie von Eduard Kaiser (1859)

Charlotte von Tiefensee (* 1827 in Theresienstadt; † nach 1884) war eine österreichische Sopranistin.

## Leben
Charlotte von Tiefensee war eine Tochter des österreichischen Generals Johann Fischer von Tiefensee (1772–1831). Sie zog mit ihrer Mutter nach Prag, nachdem der Vater gestorben war. Durch Joseph Proksch (1794–1864) erhielt sie Klavier- und durch Giovanni Battista Gordigiani (1795–1871) Gesangsunterricht. Mit einem Stipendium von Erzherzog Stephan ging sie 1847 an das Konservatorium in Mailand, musste jedoch während des Fünf-Tage-Aufstands 1848 nach Triest fliehen. Hier wurde sie von den Brüdern Luigi (1805–1859) und Federico Ricci (1809–1877) aus Neapel und der Sängerin Henriette Sontag weiter unterrichtet. Ihre letzte Ausbildung erhielt sie durch Marco Bordogni in Paris.
Charlotte von Tiefensee gab Konzerte in Italien, Paris (1851, 1855, 1856), London (mit Jenny Lind), Baden-Baden (1855), München, Wien und Kopenhagen.
Im Frühling 1878 sang sie vor dem Prinzen Peter von Oldenburg. 1884 trat sie in Karlsbad auf.